# Nederlandse Bridge Bond
Der Nederlandse Bridge Bond (NBB) ist der nationale Verband für Bridge in den Niederlanden. Sitz des Verbandes ist Utrecht.
Der Nederlandse Bridge Bond wurde 1930 gegründet. 1980 zählte der Verband 40.000 Mitglieder, 1995 überschritt er die Zahl von 100.000 Mitgliedern und 2019 zählt er 117.000 Mitglieder. Damit ist der NBB der zweitgrößte Bridgeverband der Welt nach der United States Bridge Federation.
Der NBB gibt die Monatszeitschrift Bridge mit einer Auflage von 78.000 Exemplaren heraus.